# Sergej Filin
Sergej Jurjevič Filin (rusky Сергей Юрьевич Филин; * 27. října 1970 Moskva) je bývalý přední ruský baletní tanečník a choreograf.

## Životopis
Vystudoval moskevské choreografické učiliště a Moskevský státní choreografický institut a nastoupil do souboru Velkého divadla. První velké role obdržel již jako 21letý v baletech Labutí jezero, Giselle nebo Bajadéra s Galinou Stěpaněnkovou. Za ztvárnění role prince Desiré v baletu Šípková Růženka v roce 1993 získal o rok později cenu Benois de la danse. V následujících letech tančil v prvním obsazení v mnoha premiérových titulech, jako byly nová verze Giselle, Sylfida, Capriccio nebo Sny o Japonsku (obě chor. Alexandr Ratmanskij), Faraónova dcera ad. V roce 2004 byl vyznamenán ruským divadelním oceněním Zlatá maska za roli klasického tanečníka v představení Světlý potok. Významná pro něj byla zejména partnerská spolupráce s Ninou Ananiašviliovou.
Filin tančil také mnohokrát v zahraničí, hostoval například v Anglickém národním baletu a jinde.
V roce 2006 získal titul bakalář umění na Lomonosovově univerzitě. V roce 2004 utrpěl při představení vážné zranění, po kterém se již vrátil na scénu jen ojediněle. V roce 2008 ukončil svou jevištní kariéru a přijal jmenování uměleckým ředitelem baletu Moskevské hudební divadlo Stanislavského a Němiroviče-Dančenka, kam přiváděl i díla západoevropských choreografů jako Jiřího Kyliána nebo Matse Eka.
V roce 2011 byl na pět let jmenován uměleckým ředitelem baletu Velkého divadla. Do divadla nastoupil v neklidné době, jeho předchůdce Gennadij Janin odešel, když neznámí lidé začali šířit po internetu pornografické fotografie s tvrzením, že jde o Janina. Za spory byly především tradicionalistické kruhy, které protestovaly proti modernizaci souboru a repertoáru za vedení Ratmanského. Po svém jmenování sice Filin nejprve uklidnil situaci tím, že jmenoval oblíbeného tanečníka Nikolaje Ciskaridzeho baletním mistrem a ponechal v repertoáru klasická díla choreografa Jurije Grigoroviče, později ale znovu začaly spory a z divadla odešli dva jeho sólisté, Natalija Osipovová a Ivan Vasiljev.
17. ledna 2013 Filina napadl útočník a polil mu tvář kyselinou. Filin utrpěl popáleniny třetího stupně a vážné poškození zraku. Funkci uměleckého ředitele Velkého divadla dočasně převzala Galina Stěpaněnková. Filin přiznal, že již dříve obdržel různé výhrůžky, ale že nepředpokládal, že mohou přerůst ve skutečné násilí. Strach po útoku na Filina přiměl k opuštění divadla a k odjezdu do Kanady sólistku Svetlanu Luňkinovou, kterou některá média spojovala s útokem. Ona sama prý ale byla terčem podobných výhrůžek. Filin utrpěl vážná zranění zraku, ale po léčení na německé klinice v Aachenu mu bylo zachráněno alespoň jedno oko. Ruská policie na začátku března zadržela osobu označenou za útočníka a také sólistu baletu Velkého divadla Pavla Dmitričenka, který se poté přiznal, že si útok objednal.
Filin obdržel v roce 2001, při příležitosti 225 let od založení Velkého divadla, titul národního umělce Ruské federace.
Jeho manželkou byla tanečnice Inna Petrovová, se kterou má syna Daniila.